# Willy Baumgärtner
Willy Baumgärtner (* 23. Dezember 1890 in Berlin; † 6. November 1953 in São Paulo, Brasilien) war ein deutscher Fußballspieler. Er ist bis heute mit 17 Jahren und 104 Tagen der jüngste Spieler, der für die deutsche Nationalmannschaft in einem Länderspiel auflief.

## Karriere

### Vereine
Baumgärtner spielte bereits als 15-Jähriger von 1905 bis 1907 für den BFC Germania 1888 im Verband Berliner Ballspielvereine. Als Aufsteiger in die 1. Klasse konnte diese, wie auch in der Folgesaison, gehalten werden.
Ab der Saison 1907/08 bis zum Saisonende 1922/23 spielte er ausschließlich für den Düsseldorfer SV 04 in der regional höchsten Spielklasse – die ersten beiden Spielzeiten im Rheinbezirk Nord, in der Folgesaison in der Verbandsliga, aus der er mit der Mannschaft in die A-Klasse Berg abstieg – von 1910/11 im Rheinbezirk Nord/Berg, ab 1911/12 bis 1912/13 im Rheinischen Südkreis und 1913/14 im Rheinischen Nordkreis. Nachdem er mit dem Düsseldorfer SV 04 als Sieger um Platz 1 in einem Entscheidungsspiel gegen den Düsseldorfer FK Union hervorgegangen war, nahm er an der Endrunde um die Westdeutsche Meisterschaft teil, die als Tabellenletzter abgeschlossen wurde.

### Nationalmannschaft
Als Spieler des Düsseldorfer SV 04 wurde er 1908 auch Nationalspieler und bestritt die ersten vier Länderspiele für die A-Nationalmannschaft, wobei er zu jenen elf gehörte, die das erste offizielle Länderspiel am 5. April 1908 in Basel bei der 3:5-Niederlage gegen die Schweizer Nationalmannschaft verloren. So auch die folgenden drei Länderspiele am 20. April 1908 gegen eine Englische Amateurnationalmannschaft mit 1:5, am 7. Juni 1908 gegen die Nationalmannschaft Österreichs mit 2:3 und am 13. März 1909 gegen die Nationalmannschaft Englands mit 0:9.
Zur Zeit seines letzten Länderspiels lebte er vorübergehend in London und so konnten die Kosten für die Anreise des elften Spielers eingespart werden. Nach diesem Einsatz erfuhr er keine weitere Berufung, obwohl er immer hoffte, erneut Berücksichtigung zu finden; seine Länderspielkarriere endete bereits im Alter von 18 Jahren.

## Sonstiges
Mit gerade einmal 17 Jahren, 3 Monaten und 13 Tagen ist Baumgärtner der bis heute jüngste Nationalspieler, der jemals ein Länderspiel für den DFB bestritten hatte. Mit seinem Mitwirken in den ersten vier Länderspielen war er im Zeitraum vom 13. März 1909 bis 24. April 1910 der erste Rekordnationalspieler des DFB; zuvor gab es mehrere Spieler mit gleich vielen Spielen. 1932 emigrierte er nach Brasilien, wo er einer der Begründer des FC São Paulo war und wo er 1953 verstarb.